# Maxime Bossis
Maxime Bossis (* 26. červen 1955, Saint-André-Treize-Voies) je bývalý francouzský fotbalista. Hrával na pozici obránce. S francouzskou reprezentací vyhrál roku 1984 mistrovství Evropy, získal bronzovou medaili na mistrovství světa roku 1986, zúčastnil se Mistrovství světa ve fotbale 1982, kde Francie skončila na čtvrtém místě, a Mistrovství světa ve fotbale 1978. Celkem za národní tým odehrál 76 utkání, v nichž vstřelil 1 branku. S FC Nantes vyhrál třikrát francouzskou ligu (1977, 1980, 1983) a jednou francouzský pohár (1979). Roku 1979 a 1981 byl vyhlášen nejlepším fotbalistou Francie.